# لبلاب
اللاف أو اللَبلاب أو اللَفلاف أو العليق هو جنس نبات من الفصيلة المحمودية، يضم عدة أنواع، منها:
- لاف الحقول[10][11] أو اللَبْلاَب الحَقِيقِيّ[12] أو اللَبْلاَب الصَغِير[12] أو المَدَّاد[13] أو طُرْبُوش الغُرَاب[13][14] أو لبلاب الحقول، اسمه العلمي Convolvulus arvensis.
- المَدَّاد البَنَفْسَجِيّ[10]، اسمه العلمي Convolvulus dorycnium.
- الرُّخَامى[15]، اسمه العلمي Convolvulus cephalopodus.
- العَضْرَس[16]، اسمه العلمي Convolvulus Oxyphyllus.
- المَحْمُودَة[17] أو السَّقَمُونِيَا[17]، اسمه العلمي.Convolvulus scammonia L.
- لَبْلاَب السِيَاجَات[18] أو فِنْجَان القَاضِي[14] أو الشَّاب الظَّرِيف[14]، اسمه العلمي.Convolvulus sepium L.
- اللُوَايَة الصَغِيرَة[19]، اسمه العلمي (باللاتينية: Convolvulus tricolor) في المغرب العربي وبلاد الشام.
- اللبلاب الختمي (باللاتينية:  		 			Convolvulus althaeoides) في بلاد الشام والمغرب العربي وبعض مناطق شمال حوض البحر الأبيض المتوسط وإيران
- اللبلاب الخطي (باللاتينية: Convolvulus lineatus) في المغرب العربي وبعض مناطق شمال حوض البحر الأبيض المتوسط
- اللبلاب وسادي الأوراق (باللاتينية: 		 			Convolvulus pilosellifolius) في الأقاليم السورية الشمالية
- الحِلَّة (الاسم العلمي: Convolvulus hystrix)

يستخرج منه شراب للسعال حال للبلغم (بالإنجليزية: Tussipan)‏.